# Neurolestes nigeriensis
Neurolestes nigeriensis is een libellensoort uit de familie van de Argiolestidae, onderorde juffers (Zygoptera).
De soort staat op de Rode Lijst van de IUCN als kritiek, beoordelingsjaar 2009.
De wetenschappelijke naam van de soort is voor het eerst geldig gepubliceerd in 1970 door Gambles als Nesolestes nigeriensis.